# Anatolidion gentile
Genre
Espèce
Synonymes
- Theridion gentile Simon, 1881
- Theridion crinigerum Simon, 1881
- Anatolidion osmani Wunderlich, 2008

Anatolidion gentile, unique représentant du genre Anatolidion, est une espèce d'araignées aranéomorphes de la famille des Theridiidae.

## Distribution
Cette espèce se rencontre en France, en Espagne, au Portugal, au Maroc, en Algérie, en Italie, en Macédoine du Nord, en Grèce, en Turquie et en Ukraine.

## Description
La carapace du mâle holotype mesure 1 mm et l'abdomen 1,5 mm.
Les mâles mesurent de 2 à 2,5 mm et les femelles de 2,2 à 2,5 mm.

## Systématique et taxinomie
Cette espèce a été décrite sous le protonyme Theridion gentile par Simon en 1881. Elle est placée dans le genre Anatolidion par Wunderlich en 2008.
Theridion crinigerum et Anatolidion osmani ont été placées en synonymie par Knoflach, Rollard et Thaler en 2009.

## Publications originales
- Simon, 1881 : Les arachnides de France. Paris, vol. 5, p. 1-180 (texte intégral).
- Wunderlich, 2008 : « On extant and fossil (Eocene) European comb-footed spiders (Araneae: Theridiidae), with notes on their subfamilies, and with descriptions of new taxa. » Beiträge zur Araneologie, vol. 5, p. 140-469.